# Terengganu Cycling Team
Das Terengganu Cycling Team ist ein malaysisches Radsportteam mit Sitz in Kuala Terengganu.
Die Mannschaft wurde 2011 gegründet und nimmt seitdem als UCI Continental Team vornehmlich an den Rennen der UCI Asia Tour teil. Manager ist Rozali Bin Salleh, der von den Sportlichen Leitern Roslina Binti Alias, Sébastien Duclos, Mohd Jasmin Ruslan, Fazin Saad, Rosini Sulong Jusoh und Julian Winn unterstützt wird.
Das Team gehört nach der Anzahl der Siege zu den erfolgreichsten Continental teams. Im Team sind regelmäßig Fahrer aus anderen, meist kleinen Nationen, die häufig bei den jeweiligen nationalen Meisterschaften erfolgreich sind und für das Team Ranglistenpunkte erzielen. Zuletzt war das Team 2023 und 2024 das bestplatzierte Continental Team in der Weltrangliste.

## Erfolge als UCI Continental Team
| Rennserie                 | 2011 | 2012 | 2013 | 2014 | 2015 | 2016 | 2017 | 2018 | 2019 | 2020 | 2021 | 2022 | 2023 | 2024 |
| ------------------------- | ---- | ---- | ---- | ---- | ---- | ---- | ---- | ---- | ---- | ---- | ---- | ---- | ---- | ---- |
| UCI ProSeries             | -    | -    | -    | -    | -    | -    | -    | -    | -    | 2    | -    | -    | -    | -    |
| UCI Continental Circuits  | 11   | 15   | 7    | 5    | 5    | 7    | 9    | 6    | 12   | -    | 5    | 10   | 11   | 5    |
| nationale Meisterschaften | -    | 2    | 1    | 1    | 1    | 4    | 2    | 5    | 5    | 4    | -    | 2    | 5    | 6    |

## Platzierungen in UCI-Ranglisten
UCI-Weltrangliste
| World Ranking | World Ranking | World Ranking                         | World Ranking |
| Jahr          | Teamwertung   | Einzelwertung                         |               |
| ------------- | ------------- | ------------------------------------- | ------------- |
| 2016          | —             | Daniel Whitehouse (542. )             |               |
| 2017          | —             | Maral-Erdene Batmunkh (529. )         |               |
| 2018          | —             | Artjom Owetschkin (124. )             |               |
| 2019          | 28.           | Youcef Reguigui (78. )                |               |
| 2020          | 32.           | Artjom Owetschkin (170. )             |               |
| 2021          | 42.           | Metkel Eyob (295. )                   |               |
| 2022          | 31.           | Anatoliy Budyak (158. )               |               |
| 2023          | 30.           | Sainbajaryn Dschambaldschamts (144. ) |               |
| 2024          | 30.           | Merhawi Kudus (188. )                 |               |
|               |               |                                       |               |
| Quelle: UCI   |               |                                       |               |

UCI Asia Tour
| Saison | Mannschaftswertung | Fahrerwertung                       |
| ------ | ------------------ | ----------------------------------- |
| 2011   | 4.                 | Shinichi Fukushima (13.)            |
| 2012   | 1.                 | Mohd Harrif Saleh (8.)              |
| 2013   | 7.                 | Mohd Harrif Saleh (22.)             |
| 2014   | 12.                | Nur Amirul Fakhruddin Marzuki (49.) |
| 2015   | 17.                | Nur Amirul Fakhruddin Marzuki (42.) |
| 2016   | 7.                 | Daniel Whitehouse (55.)             |